# Отаџбина. Књижевност, наука, друштвени живот
Отаџбина. Књижевност, наука, друштвени живот је био српски часопис који је излазио с прекидима у Београду од 1875. до 1892. године под уредништвом Владана Ђорђевића.
Прва свеска је изашла 1. (13.) јануара 1875, са песмом "Отаџбина" Ђуре Јакшића на насловној страни.